# Ferragus (film, 1923)
Pour les articles homonymes, voir Ferragus (homonymie).
Ferragus est un film muet français réalisé par Gaston Ravel, sorti en 1923.
Le film est une adaptation du roman d'Honoré de Balzac Ferragus, premier volet de l’Histoire des Treize, paru en 1833 dans la Revue de Paris, puis édité en 1834 chez madame Charles-Béchet.

## Synopsis
Ferragus, ancien bagnard, est à la tête d'une puissante société secrète. Dans l'ombre, il veille sur Clémence Desmarets, sa fille, qui vient lui rendre visite en cachette. Un soir, Auguste de Maulincour surprend Clémence dans une rue mal famée de Paris et il décide de la suivre pour en savoir davantage sur cette charmante personne, perdue dans un lieu où elle ne devrait pas être. Ferragus a remarqué l'intérêt que Maulincour porte à sa fille et il décide de tout faire pour empêcher le jeune homme de connaître la vérité sur la famille de Clémence, ce qui nuirait à sa réputation. Il utilise des moyens machiavéliques pour se débarrasser de Maulincour.

## Fiche technique
- Titre : Ferragus
- Réalisateur : Gaston Ravel
- Scénario : Arthur Bernède d'après Honoré de Balzac
- Photographie : Marcel Grimault
- Décors : Tony Lekain
- Sociétés de production : Films A. Legrand et Films René Navarre
- Pays de production :  France
- Langue : film muet avec les intertitres  en français
- Format : Noir et blanc — 35 mm — 1,33:1 — Muet
- Métrage : 2 250 mètres
- Genre : Film dramatique
- Durée : 75 minutes (1 h 15)
- Date de sortie :
  - France : 30 novembre 1923

## Distribution
- Lucien Dalsace : Auguste de Maulincour
- René Navarre : Ferragus XXIII
- Stewart Rome : Jules Desmarets
- Elmire Vautier : Clémence Desmarets